# Беспалово (Китмановський район)
Беспа́лово (рос. Беспалово) — село у складі Китмановського району Алтайського краю, Росія. Входить до складу Тягунської сільської ради.

## Населення
Населення — 142 особи (2010; 182 у 2002).
Національний склад (станом на 2002 рік):
- росіяни — 90 %